# Ochthebius capicola
Ochthebius capicola är en skalbaggsart som först beskrevs av Louis Albert Péringuey 1892.  Ochthebius capicola ingår i släktet Ochthebius och familjen vattenbrynsbaggar. Inga underarter finns listade i Catalogue of Life.

## Bildgalleri

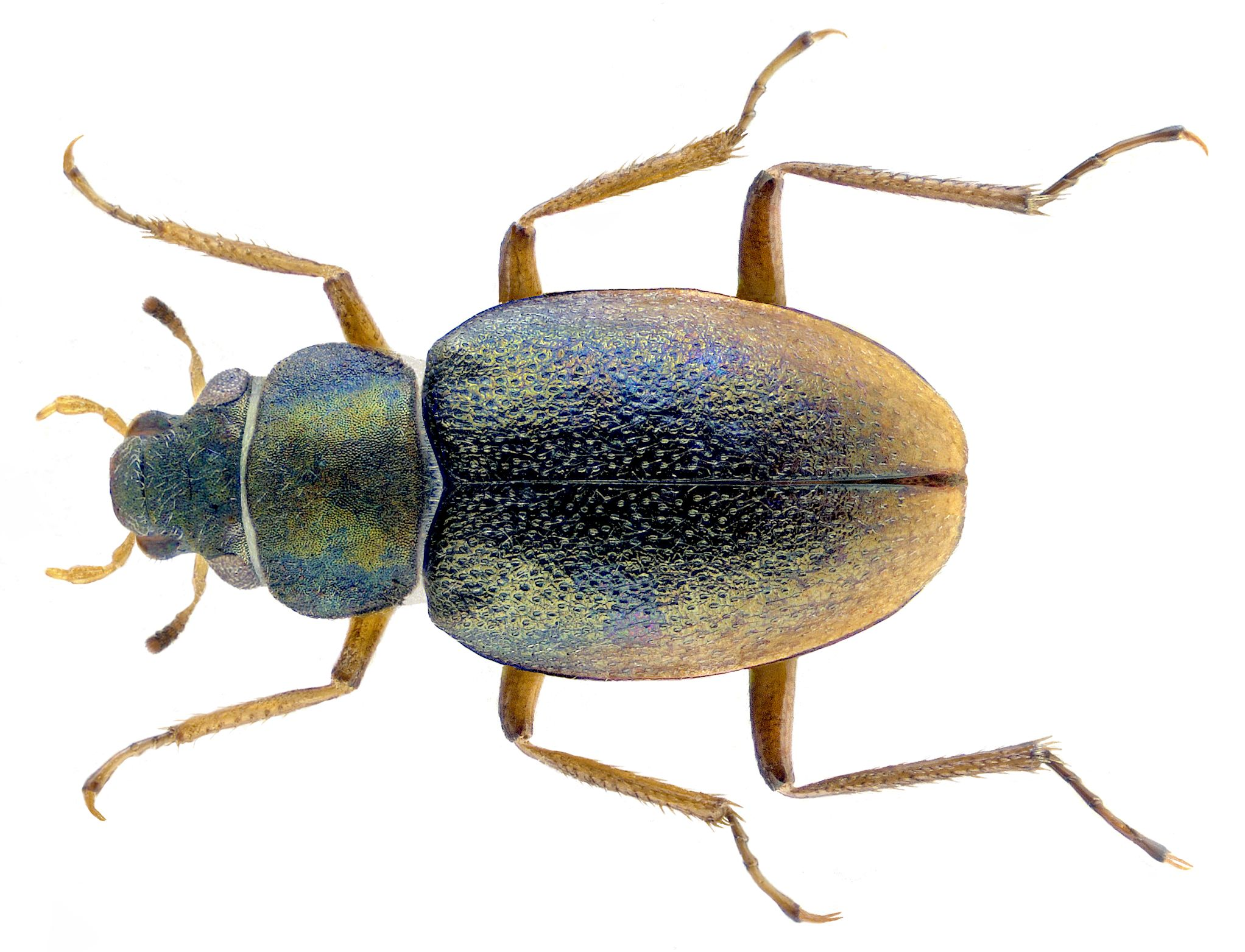